# Mission: Impossible – The Final Reckoning
Mission: Impossible – The Final Reckoning (bra: Missão: Impossível - O Acerto Final; prt: Missão: Impossível - O Ajuste de Contas Final) é um filme norte-americano de ação e espionagem, dirigido por Christopher McQuarrie, a partir de um roteiro coescrito por ele e Erik Jendresen. Continuação direta de Mission: Impossible – Dead Reckoning Part One (2023), este é o oitavo longa da franquia Missão: Impossível. Tom Cruise, Hayley Atwell, Ving Rhames, Simon Pegg, Vanessa Kirby, Esai Morales, Pom Klementieff, Henry Czerny, Angela Bassett e Rolf Saxon reprisam seus papéis dos filmes anteriores.
Em janeiro de 2019, Tom Cruise anunciou que o sétimo e o oitavo filmes da franquia seriam gravados consecutivamente, com McQuarrie escrevendo e dirigindo ambos. No entanto, os planos mudaram em fevereiro de 2021. Membros do elenco — tanto veteranos quanto novos — foram anunciados logo em seguida, e Lorne Balfe, compositor das trilhas sonoras de dois filmes anteriores, retornou para compor a música deste. As filmagens começaram em março de 2022 no Reino Unido, com locações adicionais em Malta, África do Sul e Noruega. A produção foi interrompida em julho de 2023 devido à greve do sindicato SAG-AFTRA, sendo retomada em março de 2024 e concluída até novembro do mesmo ano. O filme, inicialmente intitulado Missão: Impossível – Acerto de Contas: Parte Dois, abandonou o subtítulo em outubro de 2023, com o novo título sendo revelado em novembro de 2024. Com um orçamento estimado em 400 milhões de dólares, é um dos filmes mais caros já produzidos.
Mission: Impossible – The Final Reckoning teve sua estreia mundial no Festival de Cannes de 2025 em 14 de maio, e foi lançado no Brasil e em Portugal em 22 de maio, e, no dia seguinte, nos Estados Unidos, pela Paramount Pictures. O filme recebeu críticas positivas da crítica especializada e arrecadou mais de 595 milhões de dólares em todo o mundo, sendo ainda a maior arrecadação de fim de semana de estreia da franquia.

## Sinopse
Dois meses depois de conseguir a chave que dá acesso ao código-fonte da inteligência artificial maligna conhecida como A Entidade, Ethan Hunt decide finalmente ir consegui-lo no submarino russo afundado Sevastopol, antes que a Entidade consiga acesso a todo o arsenal nuclear da Terra e acabe com a humanidade.

## Elenco
- Tom Cruise como Ethan Hunt, um agente do IMF e líder da equipe de agentes.
- Ving Rhames como Luther Stickell, um agente do IMF, um membro da equipe de Hunt e seu amigo mais próximo.
- Henry Czerny como Eugene Kittridge, o Diretor da CIA que no primeiro filme da série comandava a IMF.
- Simon Pegg como Benji Dunn, um agente técnico de campo do IMF e membro da equipe de Hunt.
- Hayley Atwell como Grace, uma ladra que ajudou Ethan no filme anterior e acabou recrutada para a IMF.
- Esai Morales como Gabriel, um terrorista presente na vida de Ethan antes dele entrar na IMF, e aliado da inteligência artificial Entidade.
- Pom Klementieff como Paris, uma assassina francesa que após ser traída por Gabriel se tornou aliada da IMF.
- Shea Whigham como Jasper Briggs, um agente perseguindo Ethan.[14]
- Greg Tarzan Davis como Degas, o agente parceiro de Jasper.
- Mariela Garriga as Marie, uma mulher do passado de Ethan e Gabriel, vista em um breve flashback.
- Rolf Saxon as William Donloe, um analista da CIA anteriormente visto no primeiro filme da série.[15]
- Holt McCallany como Bernstein, o Secretário de Defesa dos EUA.
- Nick Offerman como Sydney, o diretor do Estado-Maior Conjunto dos Estados Unidos.
- Janet McTeer como Walters, a Secretária de Estado dos EUA.
- Hannah Waddingham como Neely, uma almirante da Marinha dos Estados Unidos.[16][17]
- Tramell Tillman como Capitão Jack Bledsoe, comandante do submarino U.S.S. Ohio.[18]
- Katy O'Brian e Stephen Oyoung como Kodiak e Pills, dois mergulhadores a bordo do Ohio.[19][20]
- Lucy Tulugarjuk como Tapeesa, a esposa de Donloe.

Adicionalmente, Mark Gatiss e Charles Parnell  voltam como os diretores da NSA e NRO. Rebecca Ferguson, presente nos três filmes anteriores, declarou que não retornaria como Ilsa Faust, que morreu no filme anterior para fechar seu contrato de três filmes.

## Produção
Em 14 de janeiro de 2019, Tom Cruise anunciou inicialmente que o sétimo e oitavo filmes de Missão Impossível seriam filmados consecutivamente com Christopher McQuarrie escrevendo e dirigindo os dois filmes para lançamentos em 23 de julho de 2021 e 5 de agosto de 2022. No entanto, em fevereiro de 2021, o Deadline Hollywood revelou que a Paramount Pictures havia desistido deste plano. Em fevereiro de 2019, Rebecca Ferguson confirmou seu retorno para o sétimo filme, enquanto Hayley Atwell e Pom Klementieff se juntaram ao elenco do filme em setembro. Em dezembro, Simon Pegg confirmou seu retorno para o filme, enquanto Shea Whigham também foi escalado.
Nicholas Hoult se juntou ao elenco em janeiro de 2020, junto com Henry Czerny, reprisando seu papel como Eugene Kittridge pela primeira vez desde o filme de 1996. Vanessa Kirby também anunciou que estava retornando para ambos os filmes. No entanto, devido a conflitos de agenda, Hoult foi substituído por Esai Morales para ambos os filmes.
Em novembro, o diretor estava no processo de reescrever o roteiro do filme, e as filmagens começaram logo após o fim da produção do sétimo filme. Foi anunciado que o sétimo e oitavo filmes seriam uma despedida para Ethan Hunt.
Em 24 de março de 2022, o Collider informou o início das filmagens de Mission: Impossible – Dead Reckoning Part Two. Após uma pausa para a promoção de seu predecessor em junho de 2023, em julho a produção foi parada pela greve dos atores. As filmagens só se resumiram em março de 2024.
Em outubro de 2023, foi anunciado que o filme não iria mais ter o subtítulo Dead Reckoning Part Two, com o novo título a ser anunciado, e que os atrasos adiaram seu lançamento para 2025. Em novembro de 2024, foi anunciado que o subtítulo seria The Final Reckoning, traduzido no Brasil como O Acerto Final e em Portugal como O Ajuste de Contas Final.

## Música
No início de maio de 2020, o compositor Lorne Balfe foi confirmado para retornar à franquia para criar e compor a trilha sonora do sétimo filme e do oitavo filme. Porém Max Aruj e Alfie Godfrey, colaboradores de Balfe em vários projetos - Aruj chegou a escrever música adicional para Dead Reckoning - assumiram a música.

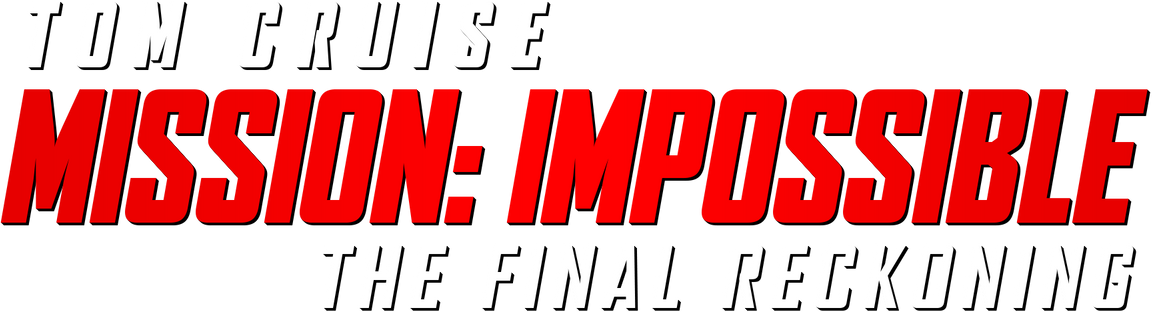
Logotipo do filme

## Lançamento
O filme foi lançado no Brasil e em Portugal no dia 22 de maio de 2025 e no dia seguinte nos Estados Unidos, pela Paramount Pictures. No Brasil acabaria recebendo pré-estreias começando pelo sábado anterior, 17 de maio. The Final Reckoning foi provisoriamente programado para ser lançado em 5 de agosto de 2022, mas foi adiado para 4 de novembro de 2022, 7 de julho de 2023, 28 de junho de 2024, depois para a data atual devido a paralisações pela pandemia de COVID-19 e a Greve da SAG-AFTRA de 2023.

## Recepção
No site agregador de críticas Rotten Tomatoes, 80% das 390 avaliações dos críticos são positivas. O consenso do site afirma: "Gigantesco em ação, duração e escopo, The Final Reckoning é uma despedida sentimental para Ethan Hunt que cumpre sua missão com um talento característico para o impossível." O Metacritic, que usa uma média ponderada, atribuiu ao filme uma pontuação de 67 em 100, baseado em 57 críticos, indicando críticas "geralmente favoráveis".

## Futuro da franquia
Embora o estúdio tenha dito estar aberto a novos projetos da franquia, Tom Cruise confirmou que o filme seria seu último (interpretando Ethan Hunt) na série, afirmando: "O filme é o final! Não é chamado [no título] de 'final' à toa."